# مراقب احمق‌ها باش
مراقب احمق‌ها باش (سوئدی: Se upp för dårarna) یک فیلم کمدی-درام سوئدی به کارگردانی هلنا برگستروم است که در سال ۲۰۰۷ منتشر شد. از بازیگران آن می‌توان به نینا زنجانی، زینت پیرزاده، راسیم اوزتکین و کرهان آبای اشاره کرد.